# San Salvador (Hiszpania)
San Salvador – gmina w Hiszpanii, w prowincji Valladolid, w Kastylii i León, o powierzchni 10,65 km². W 2011 roku gmina liczyła 36 mieszkańców.